# Cypris cylindrica
Cypris cylindrica är en kräftdjursart. Cypris cylindrica ingår i släktet Cypris och familjen Cyprididae. Inga underarter finns listade i Catalogue of Life.